# Lafitte's Blacksmith Shop
Lafitte's Blacksmith Shop è una struttura storica all'angolo tra Bourbon Street e St. Philip Street nel Quartiere francese di New Orleans, in Louisiana. Molto probabilmente costruita come casa nel 1770 durante il periodo coloniale spagnolo, è una delle strutture più antiche sopravvissute a New Orleans.
Secondo la leggenda, il corsaro Jean Lafitte, possedeva un'attività qui all'inizio del XIX secolo. Come per molte cose che coinvolgono Lafitte, inclusa la possibilità che abbia usato la struttura per tramare sequestri illegali e la vendita di contrabbando, non esiste alcuna documentazione. Fu solo dopo che Jean Lafitte se ne fu andato da tempo che la firma di Jean fu trovata su un documento, accertando finalmente come fosse scritto il suo cognome: Lafitte.
Si presume che sia uno dei luoghi più infestati del Quartiere francese. Il nome Blacksmith Shop potrebbe non essere casuale. I soci di Lafitte potrebbero aver gestito una fucina qui durante i giorni di dipendenza dai cavalli, che dovevano essere ferrati. Il fratello maggiore di Jean, Pierre Lafitte, era un fabbro e il loro socio Renato Beluche potrebbe aver posseduto un tempo questo edificio.
L'attuale attività affonda le sue radici in Roger "Tom" Caplinger, che a metà degli anni Quaranta trasformò il vecchio negozio abbandonato nel Café Lafitte. Il caffè divenne un popolare locale notturno che attirò una clientela bohémien, tra cui la comunità gay e celebrità come Noël Coward e Tennessee Williams. Tuttavia, Caplinger non ha mai detenuto un chiaro titolo sulla proprietà e l'edificio fu venduto nel 1953. Ben presto aprì un secondo caffè all'altra estremità dello stesso isolato chiamato Café Lafitte in Exile, che sostiene che sia il più antico bar gay degli Stati Uniti.
L'edificio è stato dichiarato monumento storico nazionale nel 1970. È un raro esempio esistente di costruzione in bricchette-entre-poteaux (mattoni tra i montanti).

## Descrizione
Il negozio di Lafitte è descritto nel romanzo storico Anthony Adverse di Hervey Allen. Come illustrato nel romanzo, la "bottega del fabbro" era principalmente una copertura per mantenere una banda di schiavi neri eccezionalmente alti e forti, che erano apparentemente impegnati nella ferratura dei cavalli mentre venivano usati dai fratelli Lafitte per intimidazioni, estorsioni e altre attività criminali in e intorno a New Orleans.